# Fahrmischer

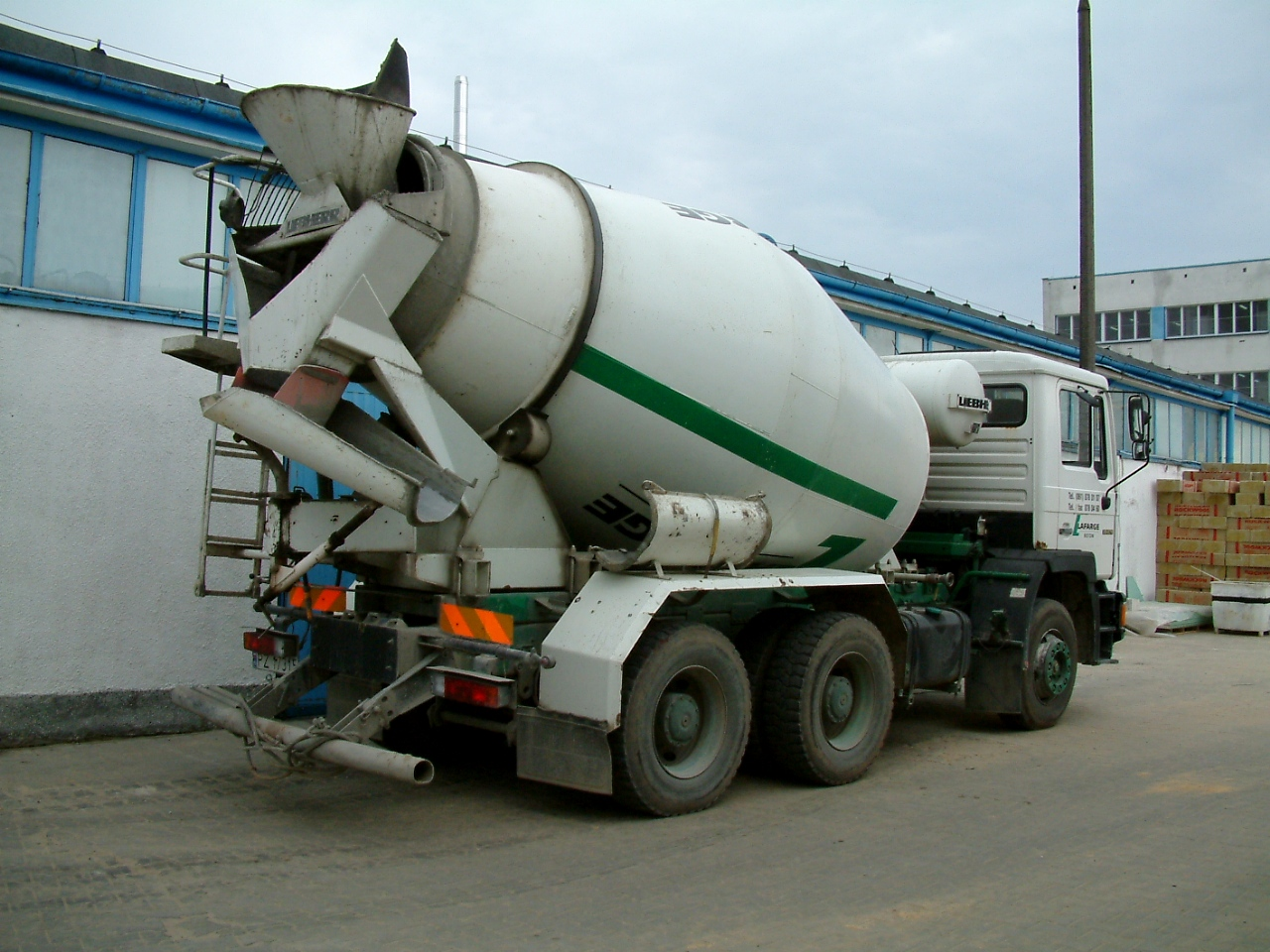
Fahrmischer, dreiachsig, des Herstellers Liebherr; die Rutsche ist schwenkbar, durch Schraubkurbel schwenkbar, eine Verlängerungsrinne lagert über den Hinterrädern

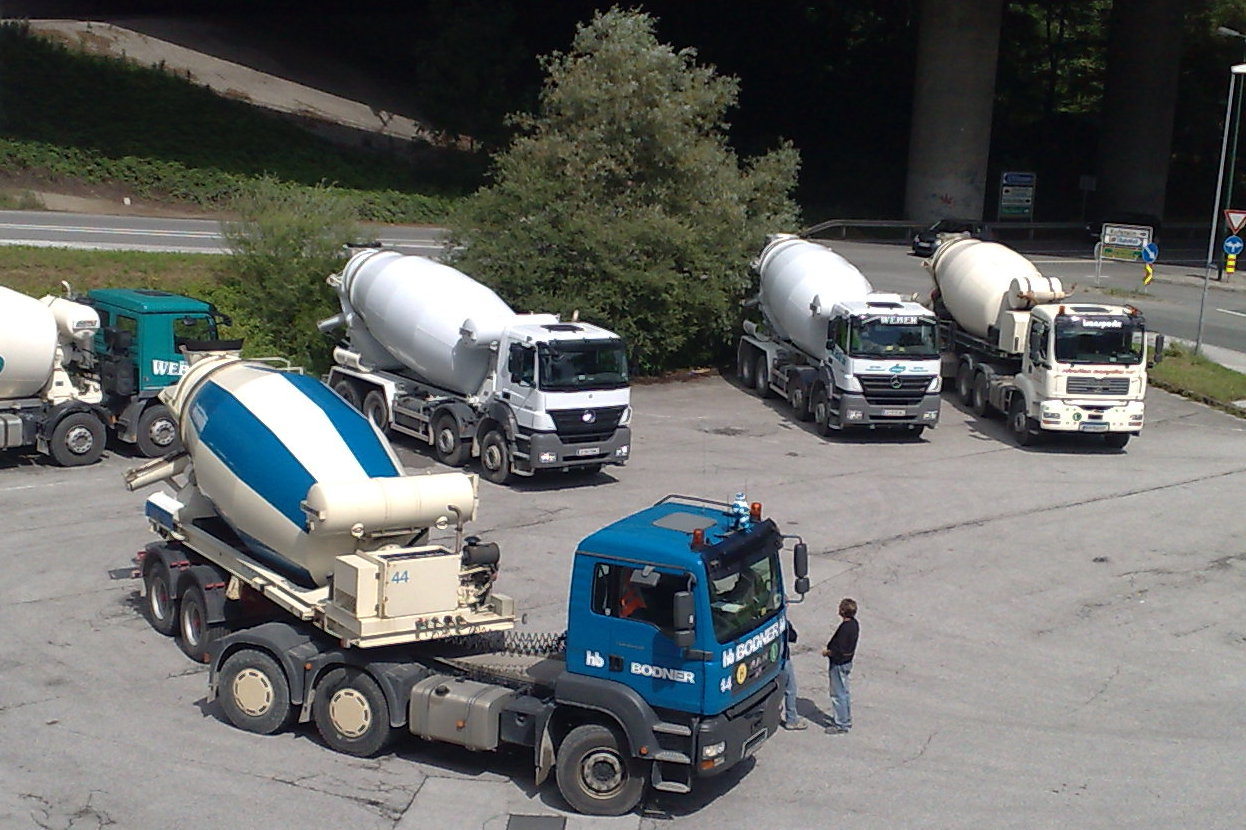
Betonmischfahrzeuge, 4-achsig, vorne Sattelzug 5-achsig mit Verbrennungsmotor am Auflieger

Animation einer rotierenden Mischtrommel mit spiralförmiger Schaufel an der Innenwand: Je nach Drehrichtung wird der Transportbeton durchmischt oder nach dem Prinzip des Schneckenförderers aus der Trommel befördert. Realistisch ist die Trommel weniger als halbvoll.

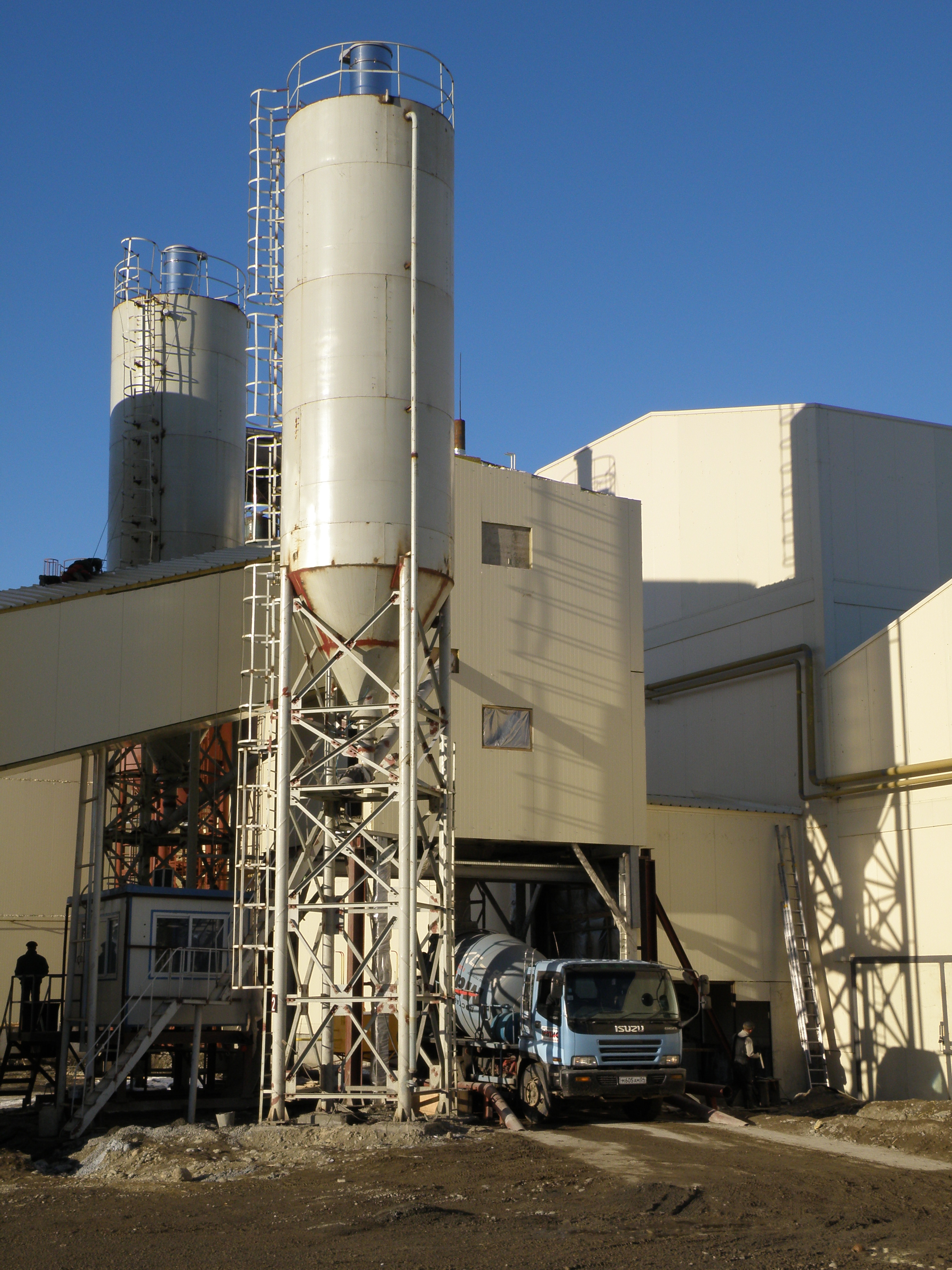
Fahrmischer in einer Betonmischanlage

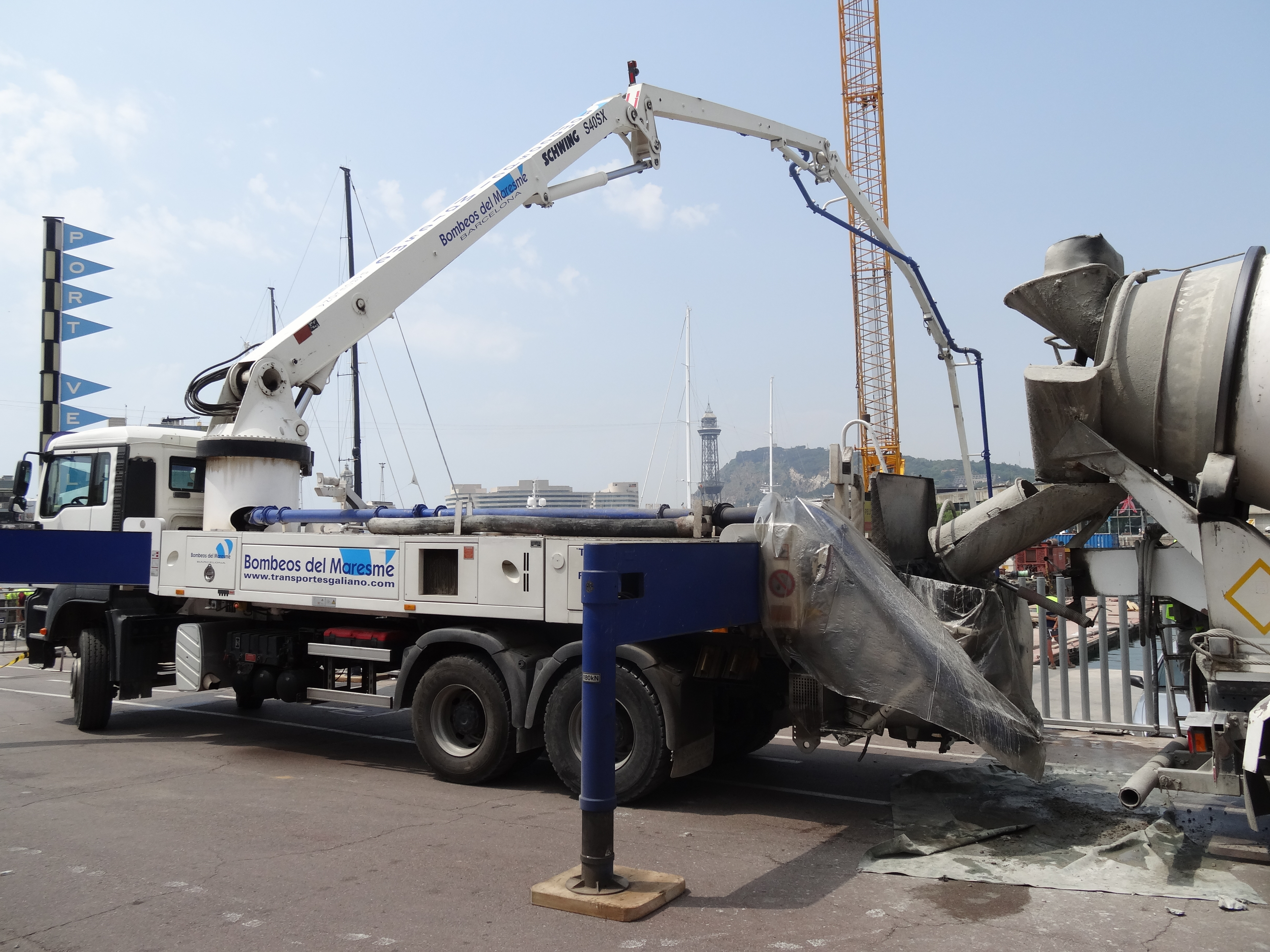
Beton rinnt von einem Fahrmischer in eine Autobetonpumpe

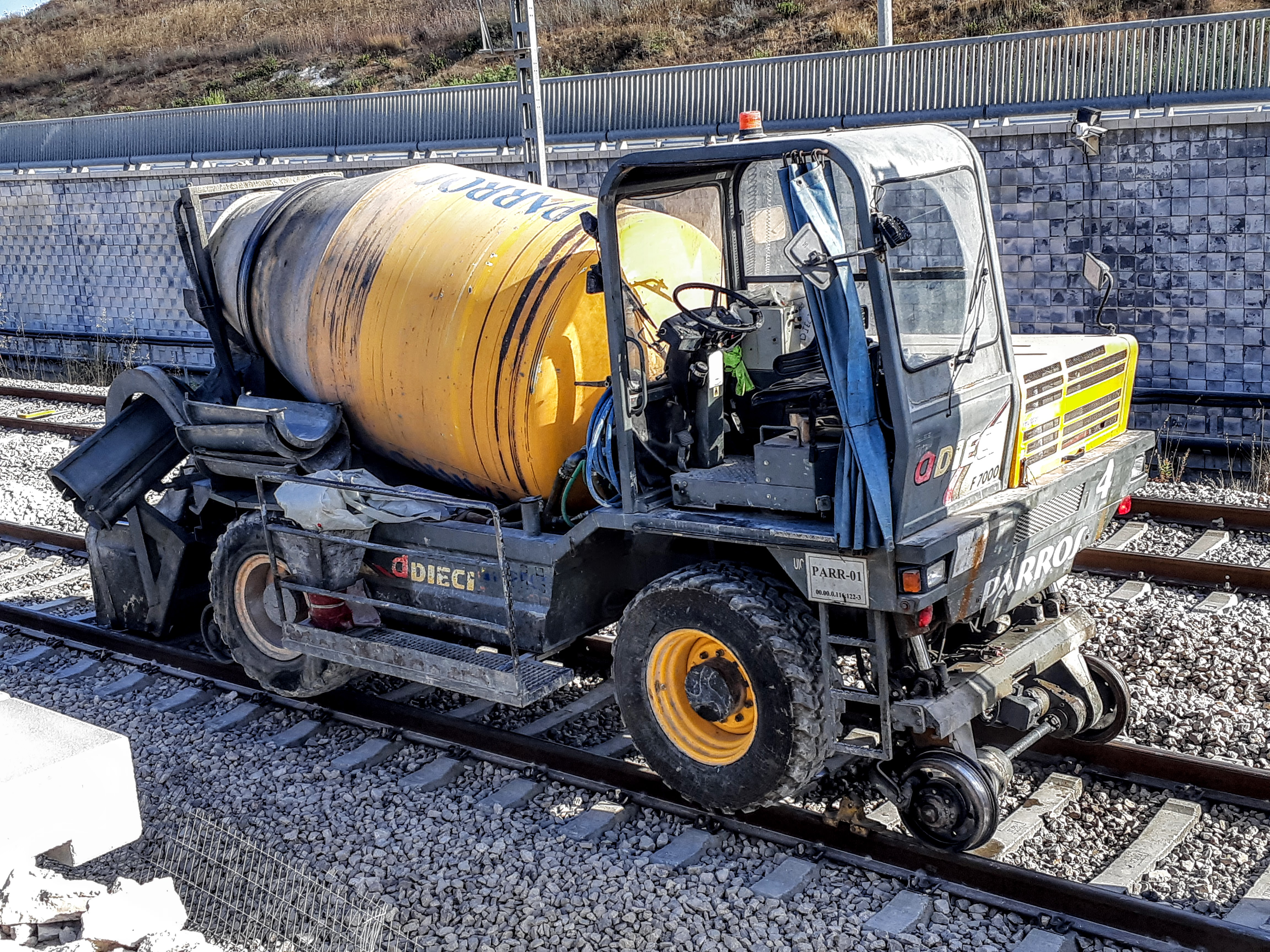
Zweiwege-Fahrmischer

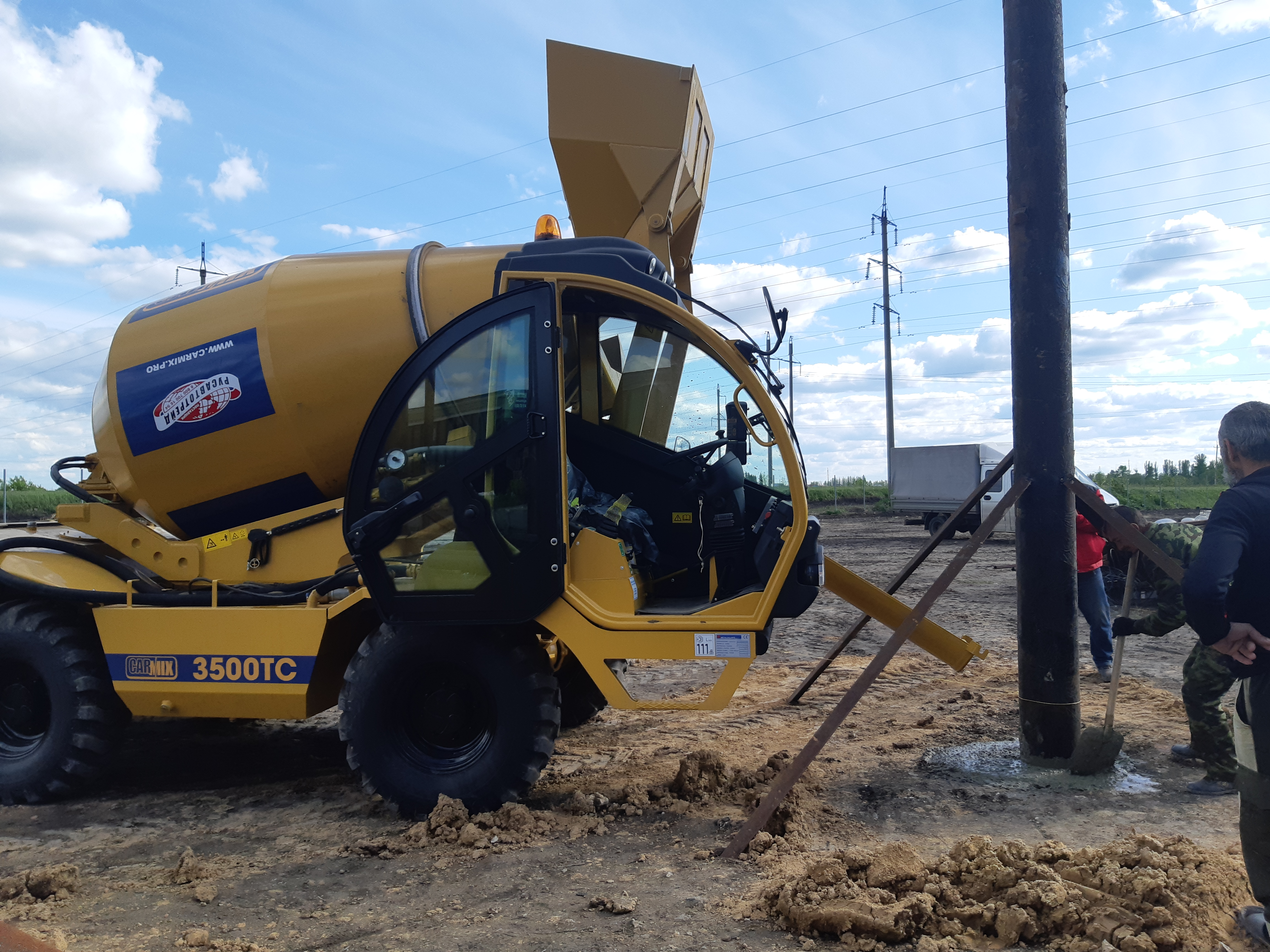
Carmix 3500TC

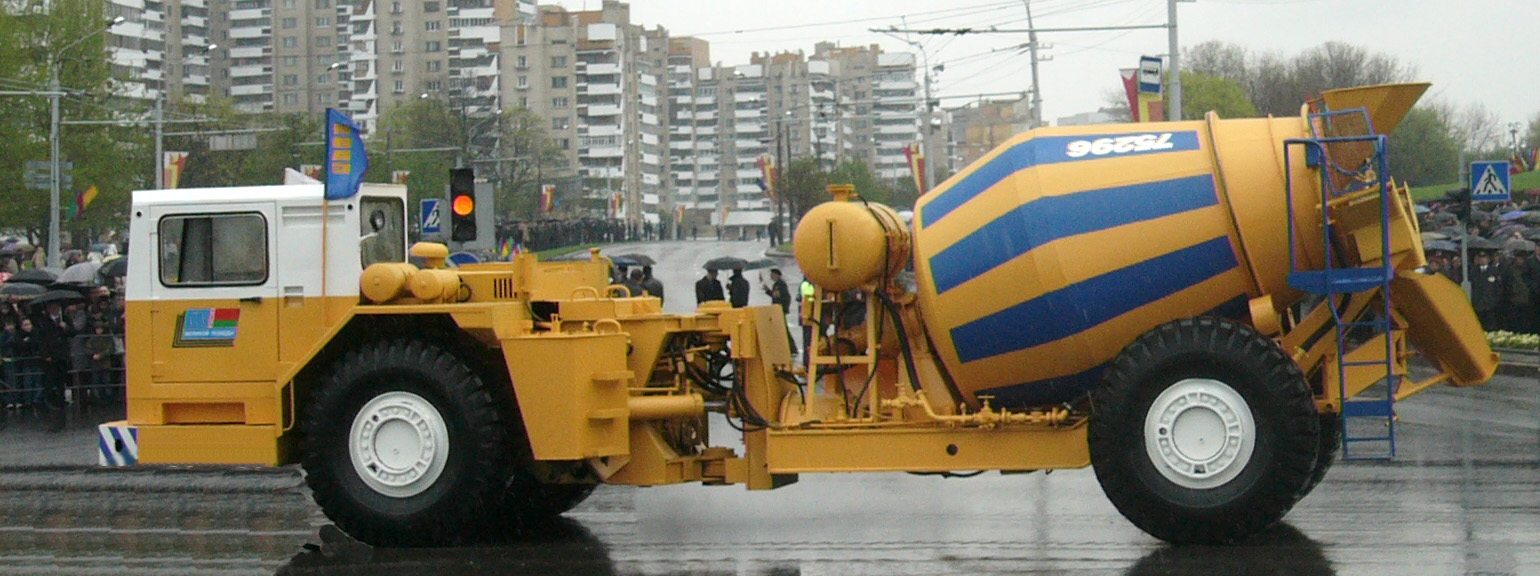
MoAZ-75296 mit Knicklenkung

Fahrmischer sind fahrbare Betonmischer, die Frischbeton zur Baustelle transportieren und währenddessen stetig mischen. Im Betonmischwerk wird die passende Menge Beton über den Trichter in die Öffnung der sich in Aufnahmerichtung drehenden Stahltrommel geschüttet. Während der Fahrt dreht die Trommel langsam in dieselbe Richtung weiter, um dem Entmischen durch Rütteln entgegenzuwirken. Am Ziel wird die Drehrichtung umgekehrt, wodurch der Trommelmund den halbflüssigen Beton wieder dosierbar ausspeit. Ein Tropfblech leitet die Masse in den Entnahmetrichter, eine schwenk- und neigbare Rutsche weiter zu den gewünschten Lieferstellen. Die entleerte Trommel wird prompt per Wasserstrahl gewaschen um zu vermeiden, dass auch nur geringe Betonreste in der Trommel anbinden.
Hochwertige Betone dürfen, um ein vorzeitiges Erstarren und Entmischen zu verhindern, ausschließlich mit Fahrmischern transportiert werden. Betone geringer Güte können auch mit Standardkippfahrzeugen transportiert werden.

## Aufbau
Es gibt hauptsächlich drei verwendete Trommelgrößen, die auf verschiedenen LKW transportiert werden.
- Bei einem dreiachsigen LKW ist die Trommel so groß, dass 6–7 m³ transportiert werden können.
- Bei einem vierachsigen LKW sind es 8–9 m³.
- Es gibt auch Sattelauflieger, die bis zu 15 m³ transportieren können. Diese findet man meist nur im Großbaustellenbetrieb.

Die tatsächlich transportierbare Menge wird durch die Dichte des Rohbetons sowie das maximal zulässige Gesamtgewicht des Fahrzeugs begrenzt und kaum durch das Fassungsvermögen der Trommel. Mit einem Vierachs-Fahrmischer sind im Durchschnitt real 7–8 m³ Standard-Rohbeton mit ca. 2,4 t/m³ transportierbar.
Betonmischfahrzeuge sind speziell ausgerüstet zur fachgerechten Übergabe des Betons am Zielort. Dazu dienen Rutschen, die je nach Bedarf angebaut werden können. Ältere Fahrmischer haben oftmals noch zwei Metallrutschen, während moderne Fahrzeuge nur noch mit Leichtbau-Rutschen ausgeliefert werden.
Außerdem verfügen in Deutschland viele Fahrmischer über ein Kunststoffrohr sowie einen dazu notwendigen Trichteraufsatz, mit dem der Beton über eine Strecke von ca. sechs Metern gleiten kann. Hierzu muss der Beton allerdings sehr fließfähig sein. Um den Beton fließfähig zu machen, sind in Deutschland viele Fahrmischer mit einem Fließmittelbehälter neben dem Einlasstrichter ausgestattet, aus dem dem Beton nach Kundenwunsch oder Werksvorgabe an der Baustelle Fließmittel zugegeben werden kann. Diese Fließmittelzugabe verändert im Gegensatz zu einer Wasserzugabe nicht das Mischungsverhältnis von Wasser und Zement und verändert somit auch nicht die Qualität des Beton.
Neben Betonpumpen zur Betonförderung am Einsatzort gibt es auch kombinierte Fahrmischerbetonpumpen, bei denen allerdings die Trommel etwas kleiner als beim reinen Fahrmischer ist. Die notwendige Ausrüstung zum Pumpen von Beton geht natürlich in die Berechnung des zulässigen Gesamtgewichtes ein.
An den Innenseiten der Trommel sind zwei spiralförmige Schnecken angebracht. Im Fahrbetrieb ist die Drehrichtung der Trommel so, dass der Beton nach vorne befördert (unter gemischt) wird. Auf der Baustelle angekommen, wird zum Entleeren die Drehrichtung umgekehrt, so dass der Beton nach dem Prinzip des Schneckenförderers aus der oben liegenden Trommelöffnung hinausgefördert wird. Die LKW-Hersteller liefern für den Bau von Mischfahrzeugen spezielle Fahrgestelle. Da sich der geladene Beton durch die Drehung der Trommel einseitig aufbaut, ergibt sich eine ungleichmäßige Belastung des Wagens, was bei der Auslegung der Achsen und Federn berücksichtigt werden muss.
Jeder Fahrmischer ist mit einem zusätzlichen Wassertank ausgestattet. Bei älteren Fahrmischern konnten teilweise bis zu 650 Liter Wasser mitgeführt werden. Moderne Fahrmischer haben aus Gründen der Gewichtsersparnis teilweise nur noch 100-Liter-Behälter (oder noch kleiner). Das reicht gerade noch, um nach der Entladung das Zubehör etwas zu reinigen, bevor es wieder zurück ins Werk geht.
Fahrmischer, insbesondere die Trommeldrehung in Richtung und Tempo zum Beliefern via Rutsche können am beiden Wagenseiten hinten über längere Hebel und Hydraulikventile gesteuert werden. Zunehmende Verbreitung finden Funkfernsteuerungen, etwa via Bedienbox an einem Umhängeband.
Die Mischtrommel am LKW dreht sich während der Befüllung und bei Transportfahrt typisch im Uhrzeigersinn, von hinten in Fahrtrichtung betrachtet. Diese Konventiom gilt für Länder mit Rechtsverkehr. Für Linksverkehr gebaute Fahrmischer drehen sich jedoch andersrum, nach links. (Zum Entleeren jeweils umgekehrt.)

## Geschichte
Vor der Erfindung des Fahrmischers wurde der auf Baustellen benötigte Beton vor Ort frisch gemischt. Dies bedeutete jedoch, dass neben der Notwendigkeit einer entsprechenden stationären Mischanlage auch alle Zutaten dafür auf der Baustelle vorgehalten werden mussten.
Das Unternehmen Stetter präsentierte 1958 auf der Hannover Messe den ersten Zweiachs-Beton-Fahrmischer mit einer 3,5-Kubikmeter-Trommel auf einem Lkw-Fahrgestell von Magirus-Deutz. Damit konnte Beton in größeren Mischwerken zentral vorgemischt und dann frisch auf die Baustellen transportiert werden. Im Gegensatz zum Transport beispielsweise mit herkömmlichen Pritschenkippern drohte hier weder vorzeitiges Abbinden des Betons an der Oberfläche noch eine Entmischung des flüssigen Betons während des Transports, da der Beton in der sich drehenden Trommel des Fahrmischers ständig neu durchmischt wurde. Auch ein feiner dosierbares Entladen des Betons als beim Kipper wurde so möglich.
Zum Antrieb der Mischtrommel etablierten sich zu Beginn rasch zwei verschiedene Arten: Über eine vom Fahrmotor des Lkw-Fahrgestells angetriebene Hydraulik oder durch einen separaten Motor an der Mischtrommel. Ersteres System bot Vorteile bei der Nutzlast. Schon bis in die 1960er-Jahre waren neben Stetter weitere Unternehmen als Anbieter auf den Markt getreten, etwa Liebherr,  Dolberg und Gräf & Stift. Dreiachs-Fahrgestelle lösten rasch die anfänglich noch dominierenden Zweiachser ab. Dann folgten Vierachser mit 32 t zulässigem Gesamtgewicht (inzwischen Standard in Deutschland) und für besonders großvolumige Transporte gibt es auch Fahrmischtrommeln auf Sattelaufliegern. Zu den Antriebsarten für die Mischtrommel ist inzwischen auch ein elektrischer Antrieb gekommen.
Neben der Beladung von bereits vorgemischtem Beton im Mischwerk wurden früher auch sogenannte „Dosieranlagen“ eingesetzt. Der Beton-Fahrmischer wurden mit trockenem Material (also Zement, Kies und Sand) beladen und erst an der Baustelle wurde Wasser zugesetzt und der endgültige Mischvorgang durchgeführt. Dies hatte den Vorteil, dass zwischen Beladung des Fahrmischers und Entladen ein längerer Zeitraum liegen konnte, weil der Abbindevorgang noch nicht begonnen hatte. Nachteilig war dabei jedoch die fehlende Kontrolle über das Rezept. Das Dosieren und der trockene Transport der Mischung wurden nicht in die Norm übernommen und deshalb im Laufe der Zeit eingestellt.

## Hersteller (Auswahl)

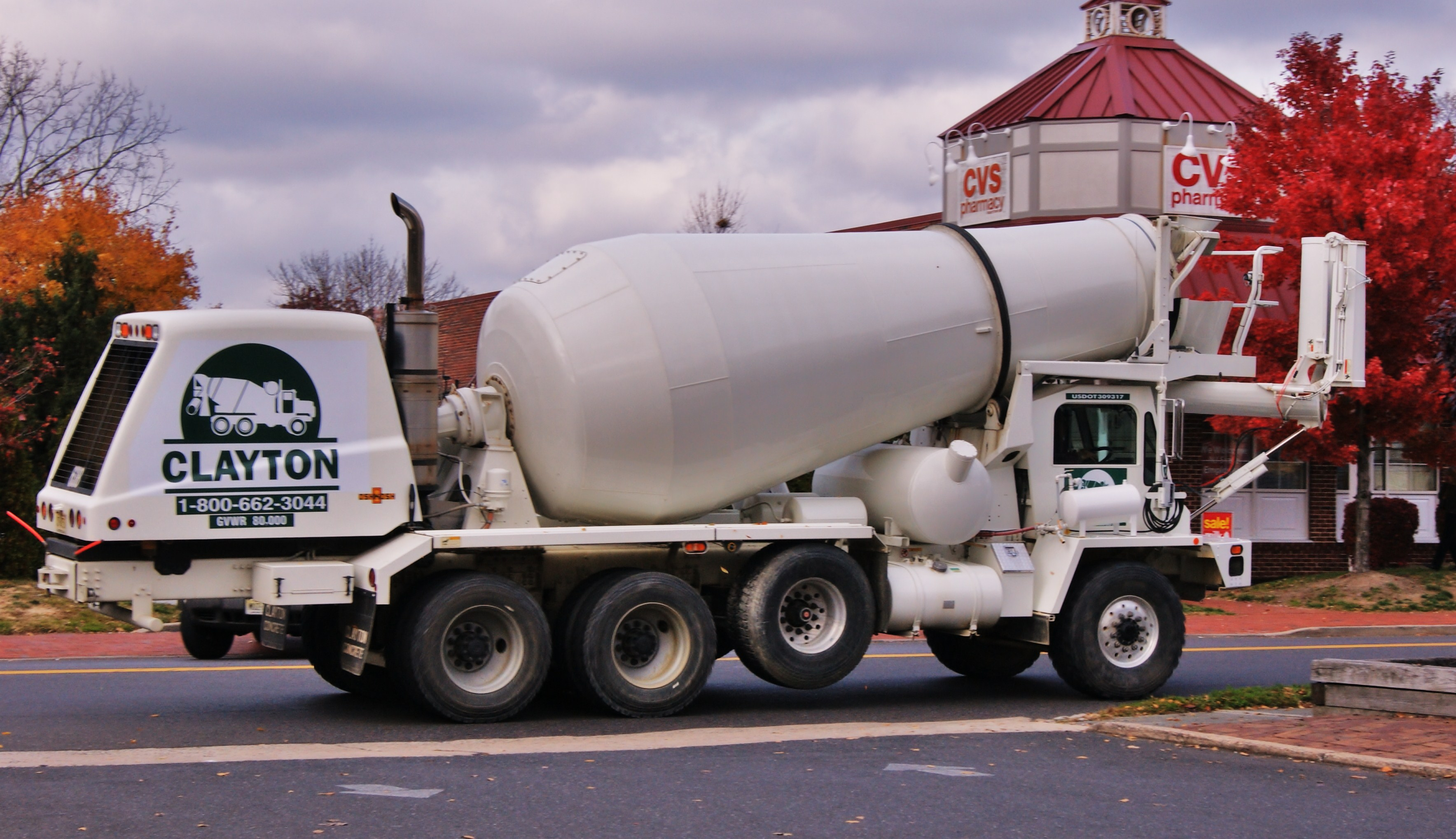
Betonmischer Oshkosh (McNeilus, S-Series)

- Liebherr-Mischtechnik GmbH, Putzmeister,[4] Stetter GmbH (Tochter der Schwing GmbH), EUROMIX MTP
- Imer Group, Cifa (von Zoomlion übernommen)
- Terex Corporation
- Oshkosh/McNeilus, von 11 cu yd (= 8,4 m³) bis zur 7-Achs-S-Serie mit Vorderentladung
- Zoomlion, Sany